# Louis Lombardi
Louis Lombardi (The Bronx, 17 gennaio 1968) è un attore statunitense.
Svolge l'attività di caratterista dagli anni novanta, soprattutto sul piccolo schermo, dove ha interpretato molti ruoli in diverse serie televisive.
I suoi ruoli televisivi più noti sono probabilmente quelli di Edgar Stiles in 37 episodi di 24 (per il quale nel 2007 è stato candidato allo Screen Actors Guild Award per il miglior cast in una serie drammatica) e dell'agente Skip Lipari ne I Soprano.
Ha partecipato anche a diverse pellicole sul grande schermo.

## Filmografia parziale

### Cinema
- Beverly Hills Cop III - Un piedipiatti a Beverly Hills III (Beverly Hills Cop III), regia di John Landis (1994)
- Assassini nati - Natural Born Killers (Natural Born Killers), regia di Oliver Stone (1994)
- I soliti sospetti (The Usual Suspects), regia di Bryan Singer (1995)
- Due padri di troppo (Fathers' Day), regia di Ivan Reitman (1997)
- La rapina (3000 Miles to Graceland), regia di Demian Lichtenstein (2001)
- Animal (The Animal), regia di Luke Greenfield (2001)
- Deuces Wild - I guerrieri di New York (Deuces Wild), regia di Scott Kalvert (2002)
- Confidence - La truffa perfetta (Confidence), regia di James Foley (2003)
- The Spirit, regia di Frank Miller (2008)
- Any Day Now, regia di Travis Fine (2012)
- Runner, Runner, regia di Brad Furman (2013)
- C'era una volta Steve McQueen (Finding Steve McQueen), regia di Mark Steven Johnson (2019)

### Televisione
- Fantasilandia (Fantasy Island) - serie TV, 11 episodi (1998)
- I Soprano (The Sopranos) - serie TV, 9 episodi (2000-2001) - Skip Lipari
- 24 - serie TV, 37 episodi (2006) - Edgar Stiles
- Detective Monk (Monk) - serie TV, episodio 8x04 (2009)
- Chuck - serie TV, 1 episodio (2010) - Scotty
- Mob City - serie TV (2014)
- Young Rock - serie TV, 2 episodi (2021) - Zio Nicky

### Doppiaggio
- Ronal Barbaren, regia di Thorbjørn Christoffersen, Philip Einstein Lipski e Kresten Vestbjerg Andersen (2011) — versione inglese

## Doppiatori italiani
Nelle versioni in italiano delle opere in cui ha recitato, Louis Lombardi è stato doppiato da:
- Claudio Fattoretto in La rapina, CSI: NY
- Pierluigi Astore in Deuces Wild - I guerrieri di New York, Detective Monk
- Roberto Stocchi in Confidence - La truffa perfetta, 24
- Bruno Conti in Beverly Hills Cop III - Un piedipiatti a Beverly Hills
- Fabrizio Vidale in Assassini nati - Natural Born Killers
- Pasquale Anselmo ne I Soprano
- Luca Graziani in C'era una volta Steve McQueen
- Edoardo Nordio in 9-1-1
- Oreste Baldini in Magnum P.I.